# A Little Night Music
A Little Night Music (Música Numa Noite de Verão (título em Portugal) ) é uma coprodução teuto/austro/norte-americana de 1977, do gênero comédia musical, dirigida por Harold Prince e estrelado por Elizabeth Taylor e Diana Rigg.
A Little Night Music é a versão cinematográfica do musical da Broadway, de autoria de Stephen Sondheim, que teve 600 apresentações nos palcos entre 1973 e 1974. A obra de Sondheim, por sua vez, é baseada no filme Sommarnattens leende, de Ingmar Bergman.
A trilha sonora foi premiada com o Oscar da categoria.

## Sinopse
No início do século XX, um grupo de pessoas, ligadas por complicados relacionamentos amorosos, encontra-se para um jantar numa casa de campo. Os homens são, foram ou poderão vir a ser amantes da bela atriz Desiree Armfeldt. Já as mulheres, todas, têm ciúme de Desiree, que, na verdade, deseja sossegar e sente inveja das esposas presentes...

## Premiações
| Patrocinador                                  | Prêmio | Categoria                                       | Situação          |
| --------------------------------------------- | ------ | ----------------------------------------------- | ----------------- |
| Academia de Artes e Ciências Cinematográficas | Oscar  | Melhor Trilha Sonora (Adaptada) Melhor Figurino | Vencedor Indicado |

## Elenco
| Ator/Atriz        | Personagem             |
| ----------------- | ---------------------- |
| Elizabeth Taylor  | Desiree Armfeldt       |
| Diana Rigg        | Charlotte Mittelheim   |
| Len Cariou        | Frederick Egerman      |
| Lesley-Anne Down  | Anne Egerman           |
| Hermione Gingold  | Madame Armfeldt        |
| Laurence Guittard | Carl-Magnus Mittelheim |
| Christopher Guard | Erich Egerman          |
| Lesley Dunlop     | Petra                  |
| Chloe Franks      | Fredericka Armfeldt    |
| Heinz Marecek     | Frid                   |